# Evacuaciones de civiles durante la Operación Atila
Como consecuencia del golpe de Estado en Chipre del 15 de julio de 1974 que creó una gran ansiedad en un sinúmero de personas extranjeras en la isla y la posterior invasión turca, se desarrollaron una serie de esfuerzos liderados por Gran Bretaña a los efectos de evacuar civiles desde la isla, en coordinación con las tropas de Naciones Unidas que estaba en el terreno y la disposición de sus bases soberanas de Acrotiri y Dhekelia.
Tradicionalmente, el verano chipriota era fuente de atracción de muchos europeos que decidían pasar sus vacaciones en el lugar. Con el golpe de Estado, se cerró y militarizó el aeropuerto de Nicosia hasta el día 19. Su apertura creó escenas de caos en el lugar. Sin embargo, su operación será breve pues al día siguiente se agravará la situación por el inicio de la invasión turca.

## Evolución de la situación de extranjeros en Chipre en julio de 1974
En julio de 1974, el Comandante de las Fuerzas Británicas en Chipre, Mariscal del Aire John Alexander Carlisle Aiken recibió pedidos de ayuda de connacionales, sus familiares o familiares de las personas que trabajaban en las bases soberanas británicas atrapados en la lucha que se reinició el 15 de julio de 1974 a causa del golpe de Estado contra el gobierno de Makarios. Pronto, los reclamos se extendieron a extranjeros que pasaban sus vacaciones en la isla al igual que greco y turcochipriotas que se refugiaron en las Bases Soberanas escapando de la lucha.
Luego del golpe de Estado, Gran Bretaña despachó refuerzos a la isla, evitando que su número pudiera dar sensación de una operación combinada británico – turca. El HMS Hermes llegó a Chipre el 17 de julio de 1974 a la cabeza del grupo de tareas navales formado por los buques de guerra HMS Andromeda, HMS Devonshire y HMS Rhyl y el RFA Olna con el objetivo principal de poner a salvo a todos los civiles.
El 200530(?) julio, la British Forces Broadcasting Service (BFBS) emitió órdenes preparatorias a la población para mantenerse en sus hogares y mantenerse atentos para otras instrucciones.
El inicio de los bombardeos turcos del 200600 de julio, hizo que el Mariscal Aiken ordenara implementar los planes de repliegue de familias británicas residentes en la isla y sus dependientes (Operación Ablaut). Para ello tendría las tropas disponibles en ambas Bases Soberanas (ver Fuerzas Británicas en Chipre durante la Operación Atila).
Asimismo, alertó al HMS Hermes para estar preparado para desembarcar el 41 RMC en Dekelia para proteger el centro de comunicaciones en Ayios Nikolaos.
A los efectos del repliegue, existían centros de coordinación en cada ciudad mayor.
El grupo de avanzada del 41.º Comando desembarcó en Dhekelia la tarde del 20 de julio de 1974 con el objetivo de asegurar las Bases Soberanas y recibir a miles de refugiados que estaban siendo desviados allí para escapar de los combates. Los combates fueron especialmente encarnizados en el norte, cerca de Kyrenia, con más de 1.500 refugiados huyendo a las playas donde esperaban encontrar refugio. Su situación en las playas abiertas empeoró progresivamente debido a la falta de refugio y agua y dos refugiados murieron por disparos, mientras que varios otros resultaron heridos.

## Decisión de evacuación de británicos y extranjeros
La noche del 20 de julio, el Alto Comisionado Británico, Sir Strefen Oliver discutió con el embajador de EE. UU. Mr Rodger Davies, diplomáticos y el mariscal Aiken la posibilidad de la evacuación de todos aquellos que lo deseen de Chipre vía las Bases Soberanas. Se acordó:
- La evacuación de Nicosia se debía realizar por modo terrestre el día 21, vía ESBA.
- Debido a que los combates continuaban y a la situación de aquellos ubicados en la costa norte, la evacuación debía ser por medio naval el 22 de julio y que el acuerdo con Grecia y Turquía debía ser buscado.

Ambas operaciones debían ser coordinadas por Aiken utilizando las fuerzas bajo su mando con asistencia de UNFICYP. 
La política británica era extraer a los evacuados a las Bases Soberanas desde la isla tan pronto sea posible. Para ello, se montó la operación Fallacy, empleando aviones de la RAF desde Akrotiri. Algunos norteamericanos y canadienses fueron transportados en helicópteros a buques de la Sexta Flota de los Estados Unidos. Otros franceses fueron transportados por su país de origen por medios navales. Los ciudadanos soviéticos y del bloque del este fueron embarcados en un buque mercante en Lárnaca.

## Hacia Western Sovereign Base Area (Área de la Base Soberana del Oeste - WSBA)
- De Limasol, se debían replegar 10.000 personas con el apoyo del Royal Scots. Si bien el repliegue se llevó a cabo con más facilidad dadas las distancias a la WSBA, se debió hacer, en algunos casos bajo fuego. Se aprovechó un cese al fuego de las 1.300 logrado por UNFICYP.
- Los problemas se agravaron cuando se iniciaron los combates en la villa mixta de Episkopi, a 14 km al oeste de Limassol. Los turcochipriotas debieron dejar el lugar y refugiarse en la SBA.[3] Para ellos se construyó un campo en el Happy Valley donde se acomodaron 5000 personas de esa localidad y de otras vecinas.
- El 22 de julio, a las 0900, unos 50 extranjeros evacuan el campo de UNFICYP en Xeros, fuente de preocupación porque la Guardia Nacional había ocupado las instalaciones de la Cyprus Mining Corporation, vecina a la base del DANCON. Bajo custodia de UNFICYP, llegan a la WSBA luego de 12 horas de viaje.
- Para el 5 de agosto, 5300 turcochipriotas de los pueblos de los alrededores de Lárnaca se refugiaron en Episkopi. 1500 se mantuvieron en la ciudad bajo protección de UNFICYP.

## Hacia Eastern Sovereign Base Area (Área de la Base Soberana del Este - ESBA)
La ESBA tenía, principalmente, los problemas de la gente residiendo en Larnaca (400); Famagusta (1500). Para ello disponía de 1 Esc / 16/8 Lancers; Cas 2 y 3 / Coldstream Guards; 1 helic; 1 BAA. 
- El repliegue de personal desde Lárnaca se realizó con poca dificultad bajo la protección de una Sección del Coldstream Guards, habiéndose finalizado antes del mediodía.

- La evacuación de civiles desde Famagusta fue realizado bajo la custodia de dos secciones del 16/8 Lancers y otra del Coldstream Guards y 10 camiones del 58 Esc Transp. Se inició durante la mañana de 20 y llevó a cabo con gran dificultad por ser en medio del combate. Sus órdenes era evacuar británicos y extranjeros, de ser necesario, por la fuerza. A las 18:30 se habían evacuado 740 personas pero la actividad se suspendió durante la noche.

Al día siguiente, el número de evacuados fue aún mayor realizándose en grupos desde las 08:00 a las 19:30. La extracción de los lugares próximos a la ciudad amurallada debió ser hecha con vehículos blindados. Al finalizar el día solo restaban 800 escandinavos que quedaron a cargo del jefe del SWEDCON, Tcnl Kristensson, los cuales fueron llevados a la ESBA al día siguiente.
El día 22 se evacuaron los suecos. Se encontraban diseminados en unos 50 hoteles. Se inició a las 0600, por carretera, con un contingente de 35 hombres de este contingente con 17 camiones realizando tres viajes a la ciudad bajo fuego de aviación y en lucha entre la Guardia Nacional y los turcochipriotas dentro de la ciudad amurallada.
Desde las Bases Soberanas fueron trasladados en modo aéreo hacia El Cairo. Allí fueron responsabilidad del contingente sueco en UNEF 2.
En esta base se llegaron a alojar unos 2000 extranjeros hasta que se pudieron hacer los arreglos para que estos continuaran su viaje a su país de origen.

## Nicosia y Kyrenia
Fuera de las ciudades enunciadas, quedaban personas a evacuar en oros lugares como ser RAF Nicosia (familiares del personal de UNFICYP y del aeropuerto) y en Kyrenia.
- Evacuación de extranjeros desde Nicosia: La orden para el inicio de la actividad se dio el 210730, dándose la responsabilidad al mayor J.A. Wright, del 16/5 Lancers. Debía hacerse hecha hacia Dekelia, empleando 40 camiones y ómnibus militares reforzados por otros 12 de UNFICYP y escoltados por la Policía Militar de esa fuerza y vehículos blindados de las Bases Soberanas. Para ello se contactaron los comandantes de ambas fuerzas que autorizaron esta acción humanitaria. El punto de reunión seleccionado fue el Hotel Hilton, en el sector sur de las afueras de la ciudad. Se hizo la difusión a través de la emisora BFBS aclarándose que la acción era para los extranjeros atrapados por el conflicto dejándose de lado a los chipriotas.

Se destacaron patrullas británicas a lo largo de la ruta Nicosia - Dekelia (55 km aprox) mientras se derribaban grupos de vehículos privados y los transportes previamente enunciados. Se evacuaron unas 4500 personas y unos 1000 vehículos privados, sin producirse bajas y finalizándose a las 16:00.
Se sumaron a esta columna, los británicos residentes en la RAF Nicosía, los familiares del personal que revistaba en Blue Beret Camp y del contingente austríaco en UNCIVPOL. Estos se evacuaron por vía terrestre y por sus propios medios bajo custodia de una sección del contingente canadiense de Naciones Unidas. Estos se juntaron a un convoy formado fuera en el puesto comando de UNFICYP para llevar mujeres y niños bajo custodia de Naciones Unidas hacia el Hotel Hilton, donde arribaron a las 1400 hs.
Otro agregado fueron las 380 personas atrapadas en el Ledra Palace Hotel que fueron transportados en tres camiones británicos (flameando su bandera) y escoltadas por vehículos Ferret de UNFICYP hacia el Hotel Hilton. También se sumaron unas 40 personas de la British High Commission.
- Próximo a Kyrenia, dentro del paso homónimo, se encontraba el campo Tjiklos, asiento de una compañía finlandesa. Allí se refugiaron unos 150 extranjeros que pasaron toda la primera fase dentro del campo en condiciones muy austeras. El 22 a las 1730, luego de logrado el cese al fuego, una columna a cargo del FINCON salió con esas personas en dirección a Nicocía. Llegados a Geunyeli, los turcos le impiden continuar con la marcha, por lo que deben regresar. Aquellos que no pertenecían a algún bando en conflicto fueron evacuados al día siguiente vía Kyrenia por modo naval. EL resto lo pudo hacer a través de Nicosía bajo custodia del contingente finlandés.

- El 23, en el sector de Kyrenia, área donde tenían lugar las operaciones y ante la imposibilidad de realizarse por modo terrestre, la operación de rescate de personas extranjeras fue llevada a cabo por Naciones Unidas y Gran Bretaña combinadamente en forma naval. La primera operó los lugares de reunión de personas en tierra y coordinó los pasos de los mismos a través de los bandos. La flota británica trasladó a sus buques a los rescatados, previa recolección por helicópteros, les brindó asistencia médica y los llevó a la base de Akrotiri.

Intervinieron los siguientes medios navales británicos:
- dos fragatas (HMS Andrómeda y HMS Rhyl),
- un destructor (HMS Dewonshire)
- un portaaviones (HMS Hermes).
- un buque auxiliar (RFA Olna).
Estos medios, que se reunieron el 230200 al sur del cabo Andreas, recibió la prohibición de navegar al oeste de 33°30′(16 km al este de Kyrenia).
Por parte de UNFICYP se desempeñó una fuerza a cargo del mayor británico P.N. Gill, liderando una sección de cuatro Ferrets del Parachute Squadron RAC (contingente canadiense), cinco Land Rovers y una ambulancia (total 26 personas), provenientes de Nicosia.
El rescate fue planeado para tener lugar el día 22 de julio, pero cuando se supo que habría un alto al fuego general en la tarde de ese día, se lo pospuso para el día siguiente.
Las Fuerzas Británicas difundieron las instrucciones por la British Forces Broadcasting Service. Se invitó a los que deseaban ser evacuados a reunirse en proximidades de la playa de las seis millas (este de Kyrenia) y en el puerto mismo de Kyrenia. Los británicos mantuvieron su política de no trasladar nacionales de los bandos en conflicto. Los grupos de personas, mayormente turistas, se encontraban diseminados en:
- Próximas a la playa Pentemili (dónde el desembarco turco tenía lugar), bajo poder de las fuerzas turcas. Doscientas personas. Cuatro de ellas estaban heridas por fuego griego.
- Grupos aislados en Karavas y Ayios Georgios, al oeste de la playa previamente enunciada.
- Los presentes en el campo Tjiklos, cuyo repliegue había fracasado en día anterior. Estos serán evacuados a la playa de las seis millas vía terrestre y de allí en helicópteros al HMS Hermes.
- En el Hotel Domo se encontraban trescientos turistas, cinco de ellos heridos, setenta en otro hotel, evacuados a través de la playa de las seis millas previo desplazamiento en automóvil (Agios Epikitos).
- Otras playas esparcidas a lo largo de la costa norte.
Se evacuaron aproximadamente 1600 personas (mayormente turistas) de veintiséis países. La operación finalizó a media tarde, sin bajas.

## Evacuación del Dome Hotel
La mayoría de los grecochipriotas de Kyrenia fueron desplazados al sur de la isla a finales de julio de 1974, cuando huyeron del avance del ejército turco. Por otra parte, algunos residentes grecochipriotas trataron de permanecer en la ciudad (aún después de agosto de 1974), buscando refugio en el Dome Hotel (35°20′30.71″ N -  33°18′58.07″ E).  
Con la culminación de la evacuación de extranjeros de la costa norte llevada a cabo el 23 de julio por elementos de UNFICYP y de la Royal Navy, quedaron muchas personas que no pudieron hacerlo por ser chipriotas (unas 650 personas). Muchos de los extranjeros se habían concentrado en el Dome Hotel junto con otros chipriotas.
Estos chipriotas pasaron a estar bajo la protección del Mayor P.N. Gil y su personal. En el lugar se izó la bandera de Naciones Unidas y se lo declaró Zona Protegida por la UN. SI bien los turcos no lo reconocieron, con el arribo de la Cruz Roja, Gill y su gente continuaron sin ser molestados. Pero causó irritación el hecho que la actividad de UNFICYP se extendiera en las villas vecinas de Kyrenia.
Por ello, con el reinicio de la ofensiva (fase 2), las fuerzas turcas ordenaron el repliegue de Gill y sus tropas para el 140800. El mayor pidió nueve horas más por lo que la tensión aumentó considerablemente. Gill temió por la vida de las 450 personas que aún permanecían bajo su custodia por lo que su alternativa era abrir fuego. Dewan Prem Chand ordenó el repliegue honorable para evitar mayor violencia. Los turcos dieron una guardia de honor con fusiles con bayonetas y Gill emprendió su repliegue. 
Los chipriotas que quedaron se mantuvieron en el Dome Hotel hasta octubre de 1975, después de entonces fueron llevados a Belapais.

## Resultados
En la noche del 24 de julio, el movimiento había sido completado para aquellos que habían optado por salir hacia Gran Bretaña. Quedaron en las bases 500 personas que no reunía las condiciones para salir o que su voluntad era permanecer.
En total, el Grupo de Tareas Navas encabezado por el HMS Hermes evacuó a 7.526 personas, de las cuales 5.171 eran ciudadanos británicos. El Hermes, por sí solo, contabilizó la cifra de 919 refugiados. Tras desembarcar a los refugiados el 24 de julio, Hermes volvió a embarcar al 41 Commando del LCVP y regresó a Malta.
Volaron desde las Bases Sobreranas 7500 pasajeros de 46 países.
Hubo un solo muerto. Este fue un niño de 8 años y se produjo por causa de los combates intercomunales en Famagusta.

## Material multimedia de la evacuación
Cyprus Evacuation of Four Thousand Civilians
Documental español con imágenes de la evacuación "El combate de Ledra Palace".